# Knížecí stolec
Der Knížecí stolec (deutsch Fuchswiese, wörtlich Fürstensitz) ist ein 1236 m n.m. hoher Berg im Želnavská hornatina (Salnauer Gebirge) im südlichen Teil des Böhmerwalds, gelegen im Truppenübungsplatz Boletice. Nach dem Hochficht (Smrčina) ist die Fuchwiese der zweithöchste Berg im Okres Český Krumlov (Bezirk Krumau). Der Knížecí stolec gipfelt mit einem massiven Plateau aus Granitfels. Nachbarberg ist der etwas niedrigere Lysá (Lissiberg).

## Geologie
Der Berg besteht aus Granit, insbesondere Hornblendegranit und Oligoklasgranit. Der Knížecí stolec ist Teil eines Plutons, der vor 350 Millionen Jahren in das Křišťanov Granulitmassiv der Gföhler Einheit in der südwestlichen Flanke des Moldanubikums eindrang.

## Zugang
Durch Gründung des Truppenübungsplatzes Boletice im Gebiet mit entvölkerten ehemals deutsch besiedelten Dörfer wurde der Knížecí stolec für die Öffentlichkeit unzugänglich. Im Herbst 2011 wurde auf dem Gipfel ein neuer Wanderweg mit blauer Markierung angelegt, dessen Benutzung seit Juli 2012 an Wochenenden und Feiertagen erlaubt ist. Im Jahr 2012 wurde auf dem Gipfel ein 8 Meter hoher hölzerner Aussichtsturm eingeweiht, von dem aus bei hervorragenden Sichtverhältnissen auch die Alpen sichtbar sind. Nachbarberge des Fuchswiesenbergs sind im Osten der Lissiberg (Lysá), im Westen die Skalky und im Südwesten der Totenkopf (Umrlčí hlava).